# Куницький Олександр Олегович
Олександр Олегович Куницький (25 серпня 1983 , Запоріжжя ) — український блогер, підприємець, проросійський політик і блогер. Народний депутат України IX скликання від партії Слуга народу. Має також громадянство Ізраїлю.

## Життєпис
Освіта професійно-технічна. Навчався в Центрі професійної технічної освіти № 6 Запоріжжя (спеціальність «Кухар-кондитер»). Керівник ГО «Чистий Харків».
Крім українського, має громадянство Ізраїля. Станом на 29 серпня 2019 року розшукувався поліцією через бійку з учасником АТО.
Фігурант бази даних сайту «Миротворець» через порушення закону України про громадянство шляхом отримання другого громадянства.

## Політична діяльність
Обраний народним депутатом від партії «Слуга народу» на парламентських виборах 2019 року (в.о. № 169, Київський район, частина Салтівського району Харкова).
Член Комітету ВРУ з питань правоохоронної діяльності. Співголова групи з міжпарламентських зв'язків з Ізраїлем, керівник групи з міжпарламентських зв'язків з Перу. Член партії «Слуга народу».
Згідно з матеріалами програми «Схеми», Куницький використовував депутатський мандат для власних інтересів, пов'язаних із бізнесом — компанією «Автоентерпрайз». Це один з ключових гравців на ринку електромобілів в Україні. Нардеп займався рекламою бізнесу, що суперечить положенням Конституції України. Очільник компанії Дмитро Ніконов вказав, що Куницький є його бізнес-партнером на момент його перебування на посаді народного депутата.

## Проросійська діяльність
У липні 2014 році Куницький поїхав до окупованого РФ Криму, у опублікованому згодом відео назвав Крим «російським». Найскандальнішим став знятий ним у липні того ж року ролик під назвою «Не міліція і не поліція Криму».
З весни 2014 по 2016 рік на тимчасово окупованих територіях України Куницький та Косенко розгорнули кампанію з дискредитації блок-постів. Під час «рейдів» вони фіксували ці об'єкти, провокуючи українських військових і добровольців на конфлікт. Ці відео тиражували кремлівські пропагандисти. У квітні 2014 р. Косенко намагався спровокувати конфлікт на виїзді з Миколаєва. Подібний конфлікт виник і з самооборонівцями Олешків.
Коли у серпні 2014 року Росія почала вторгнення до України, Куницький виїхав до Ізраїлю, де 24 серпня розповідав, що він готовий знову принести присягу ізраїлю і нести службу в ізраїльській армії. Попри використання ізраїльського паспорту, Куницький приховував цей факт.
Повернувшись до України після закінчення гарячої фази війни з Росією, у квітні 2015 року провокує черговий конфлікт із блокпостом на Хортиці.
2017 року повторив конфлікт на Хортиці з одним із самооборонців блок-посту — Русланом Венжегою. Через що було відкрите кримінальне провадження. За свою діяльність Куницький був занесений до бази «Миротворця».

## Скандали і громадсько-політична діяльність
Куницький став відомий як активіст «Дорожнього контролю» під ніком «ZP Санек», і як власник однойменного ютуб-каналу. Разом із другом Віталієм Косенком діяв у Запоріжжі, Дніпрі, Херсоні, Миколаєві та Одесі. Соратники по ДК, зокрема лідер організації Ростислав Шапошников, звинувачували Куницького і Косенка у роботі на МВС під виглядом «м'якої опозиції» і замовні «наїзди» на певних чиновників та працівників ДАІ. Неодноразово постраждалі особи звинувачували Куницького-Косенка у шантажуванні та вимаганні грошей.
Зокрема, такий конфлікт із бізнесменом Андрієм Галенком призвів до розгляду справи у суді, і Олександр Куницький вже як депутат був відповідачем у справі. Упродовж 2019—2020 рр. тривав її розгляд, відповідно до чого О. Куницький та В. Косенко повинні були сплатити А. Галенку 450 тис. грн. компенсації за поширення неправдивого відео в інтернеті.
Про шантажування Косенком заявляв і тодішній прокурор Запорізької області Олександр Шацький.
Уночі 26 січня 2016 року в Запоріжжі соратника Куницького — Віталя Косенка було заарештовано під час отримання $1500 хабара від поліцейських за нерозповсюдження компроматного відео. Це частина суми в 6000 євро, яку за даними поліції запросив Косенко. Відео з отриманням першої частини хабара поширили ЗМІ. Влітку 21 червня 2016 року Комунарський райсуд Запоріжжя визнав Косенка винним у вимаганні (ч.1 ст.189 ККУ) і призначив йому покарання у вигляді трьох років позбавлення волі зі звільненням від відбування покарання з випробувальним терміном тривалістю 12 місяців.
Входить до «групи Коломойського». На момент реєстрації у ЦВК як кандидат у народні депутати мав громадянство Ізраїлю, окрім українського, що сам підтвердив. Згодом написав заяву про відмову від ізраїльського громадянства. ЦВК ухвалила рішення про скасування його реєстрації як кандидата, проте її було відновлено рішенням суду.

### Після обрання до парламенту
Під час виборів 2019 року Куницького активно просував проросійський депутат Дубінський, за даними журналістів програми «Схеми», він є активним представником групи олігарха Коломойського.
Після того, як Куницький потрапив до парламенту, він лобіював інтереси російського бізнесу в Україні з поставок газобалонного обладнання для авто. Як народний депутат Куницький розвивав бізнес-зв'язки з родинами Ашрафьян та Костанян. Також Куницького зловили на використанні повноважень депутата для лобіюванні власного бізнесу заправок для електромобілів. Зокрема, журналісти «Схем» довели бізнес-зв'язки парламентаря Куницького з бізнесменом Дмитром Ніконовим у компанії «Автоентерпрайз». При цьому Ніконов став помічником народного депутата Куницького. Також знімальна група «Схем» показала використання Куницьким електрокару Nissan Leaf, яке орендує в компанії ПП «Автоентерпрайз», співласником якого він є сам.
В липні 2023 маючи дозвіл на п'ятиденне відрядження в Ізраїль пробув за кордоном майже три тижні і був помічений у Флориді. У жовтні 2023 Куницький став співучасником побиття військовослужбовця ЗСУ разом із проросійським нардепом Артемом Дмитруком.
5 листопада 2024 згідно інформації опублікованої у Bihus.Info, стало відомо що Куницький не повернувся із закордонного відрядження і, ймовірно, втік з України.

## Кримінальні провадження
У грудні 2023 року Генеральний прокурор України Андрій Костін почав кримінальне провадження щодо Куницького за фактом виїзду посадовців за кордон без належних підстав. Провадження розпочато за двома статтями: «службове підроблення», та «використання завідомо підробленого документа».